# Чемпіонат світу з футболу 1998 (кваліфікаційний раунд, КОНМЕБОЛ)
У рамках відбіркового турніру до чемпіонату світу з футболу 1998 дев'ять команд конфедерації КОНМЕБОЛ змагалися за чотири прямі путівки до фінальної частини чемпіонату світу з футболу 1998. Десята команда конфедерації, збірна Бразилії, автоматично отримала місце у фінальній частині світової першості як діючий чемпіон світу.
Уперше в історії відборів КОНМЕБОЛ змагання проходило у форматі єдиної групи, тобто усі учасники турніру грали між собою по дві гри, одній вдома і одній у гостях.

## Підсумкова турнірна таблиця
| Поз | Команда   | І  | В | Н | П  | ГЗ | ГП | РГ  | О  | Кваліфікація |
| --- | --------- | -- | - | - | -- | -- | -- | --- | -- | ------------ |
| 1   | Аргентина | 16 | 8 | 6 | 2  | 23 | 13 | +10 | 30 |              |
| 2   | Парагвай  | 16 | 9 | 2 | 5  | 21 | 14 | +7  | 29 |              |
| 3   | Колумбія  | 16 | 8 | 4 | 4  | 23 | 15 | +8  | 28 |              |
| 4   | Чилі      | 16 | 7 | 4 | 5  | 32 | 18 | +14 | 25 |              |
| 5   | Перу      | 16 | 7 | 4 | 5  | 19 | 20 | −1  | 25 |              |
| 6   | Еквадор   | 16 | 6 | 3 | 7  | 22 | 21 | +1  | 21 |              |
| 7   | Уругвай   | 16 | 6 | 3 | 7  | 18 | 21 | −3  | 21 |              |
| 8   | Болівія   | 16 | 4 | 5 | 7  | 18 | 21 | −3  | 17 |              |
| 9   | Венесуела | 16 | 0 | 3 | 13 | 8  | 41 | −33 | 3  |              |

Кваліфікувалися збірні Аргентини, Парагваю, Колумбії та Чилі.

## Матчі

### Раунд 1
| 24 квітня 1996 19:15 UTC−4 |

| Венесуела | 0–2 | Уругвай            |
| --------- | --- | ------------------ |
|           |     | Отеро 54' Поєт 77' |

| Естадіо Брігідо Іріарте, Каракас Глядачів: 6,839 Арбітр: Альберто Техада Нор'єга (Перу) |

| 24 квітня 1996 20:00 UTC−5 |

| Еквадор                                | 4–1 | Перу         |
| -------------------------------------- | --- | ------------ |
| Уртадо 54', 88' Теноріо 65' Гавіка 78' |     | Паласіос 62' |

| Естадіо Монументаль Ісідро Ромеро Карбо, Гуаякіль Глядачів: 60,000 Арбітр: Хуліо Матто Естосерес (Уругвай) |

| 24 квітня 1996 20:10 UTC−5 |

| Колумбія     | 1–0 | Парагвай |
| ------------ | --- | -------- |
| Аспрілья 53' |     |          |

| Стадіон імені Роберто Мелендеса, Барранкілья Глядачів: 31,600 Арбітр: Хав'єр Кастрільї (Аргентина) |

| 24 квітня 1996 21:10 UTC−3 |

| Аргентина                    | 3–1 | Болівія         |
| ---------------------------- | --- | --------------- |
| Ортега 8', 18' Батістута 49' |     | Бальдів'єсо 42' |

| Монументаль, Буенос-Айрес Глядачів: 49,750 Арбітр: Маріо Санчес Янтен (Чилі) |

### Раунд 2
| 2 червня 1996 11:30 UTC−5 |

| Еквадор                  | 2–0 | Аргентина |
| ------------------------ | --- | --------- |
| Монтаньйо 51' Уртадо 89' |     |           |

| Олімпійський стадіон, Кіто Глядачів: 41,500 Арбітр: Армандо Перес Ойос (Колумбія) |

| 2 червня 1996 15:30 UTC−3 |

| Уругвай | 0–2 | Парагвай           |
| ------- | --- | ------------------ |
|         |     | Арсе 10' Рохас 88' |

| Естадіо Сентенаріо, Монтевідео Глядачів: 44,127 Арбітр: Марко Резенде де Фрейтас (Бразилія) |

| 2 червня 1996 17:00 UTC−4 |

| Венесуела | 1–1 | Чилі         |
| --------- | --- | ------------ |
| Герра 8'  |     | Маргас 90+5' |

| Естадіо Ла Кароліна, Баринас Глядачів: 8,074 Арбітр: Епіфаніо Гонсалес (Парагвай) |

| 2 червня 1996 16:00 UTC−5 |

| Перу        | 1–1 | Колумбія         |
| ----------- | --- | ---------------- |
| Рейносо 47' |     | Арістісабаль 60' |

| Національний стадіон, Ліма Глядачів: 43,345 Арбітр: Альфредо Родас (Еквадор) |

### Раунд 3
| 6 липня 1996 18:30 UTC−4 |

| Чилі                                  | 4–1 | Еквадор     |
| ------------------------------------- | --- | ----------- |
| Саморано 25', 86' Салас 75' Естай 83' |     | Агінага 73' |

| Національний стадіон, Сантьяго Глядачів: 74,905 Арбітр: Пабло Пенья (Болівія) |

| 7 липня 1996 15:30 UTC−5 |

| Колумбія                                 | 3–1 | Уругвай    |
| ---------------------------------------- | --- | ---------- |
| Аспрілья 7' Вальдеррама 20' Де Авіла 78' |     | Седрес 57' |

| Стадіон імені Роберто Мелендеса, Барранкілья Глядачів: 36,169 Арбітр: Рубен Руссіо (Аргентина) |

| 7 липня 1996 15:30 UTC−5 |

| Перу | 0–0 | Аргентина |
| ---- | --- | --------- |
|      |     |           |

| Національний стадіон, Ліма Глядачів: 43,675 Арбітр: Вілсон де Соуза Мендонса (Бразилія) |

| 7 липня 1996 16:00 UTC−4 |

| Болівія                                                                           | 6–1 | Венесуела            |
| --------------------------------------------------------------------------------- | --- | -------------------- |
| Санді 4' Етчеверрі 41' (пен.) Бальдів'єсо 61' Коїмбра 67' Суарес 78' Паніагуа 85' |     | Тортолеро 65' (пен.) |

| Стадіон імені Ернандо Сілеса, Ла-Пас Глядачів: 43,822 Арбітр: Хосе Луїс да Роса (Уругвай) |

### Раунд 4
| 1 вересня 1996 11:30 UTC−5 |

| Еквадор    | 1–0 | Венесуела |
| ---------- | --- | --------- |
| Агінага 4' |     |           |

| Олімпійський стадіон, Кіто Глядачів: 36,889 Арбітр: Карлос Роблес (Чилі) |

| 1 вересня 1996 15:00 UTC−4 |

| Болівія | 0–0 | Перу |
| ------- | --- | ---- |
|         |     |      |

| Стадіон імені Ернандо Сілеса, Ла-Пас Глядачів: 48,304 Арбітр: Оскар Альваренга (Парагвай) |

| 1 вересня 1996 16:00 UTC−5 |

| Колумбія                           | 4–1 | Чилі                |
| ---------------------------------- | --- | ------------------- |
| Аспрілья 3', 31', 47' Бермудес 43' |     | Саморано 56' (пен.) |

| Стадіон імені Роберто Мелендеса, Барранкілья Глядачів: 34,000 Арбітр: Сідрак Маріньйо дос Сантос (Бразилія) |

| 1 вересня 1996 18:15 UTC−3 |

| Аргентина     | 1–1 | Парагвай     |
| ------------- | --- | ------------ |
| Батістута 27' |     | Чилаверт 42' |

| Монументаль, Буенос-Айрес Глядачів: 65,500 Арбітр: Антоніо Перейра (Бразилія) |

### Раунд 5
| 8 жовтня 1996 20:30 UTC−3 |

| Уругвай  | 1–0 | Болівія |
| -------- | --- | ------- |
| Моас 72' |     |         |

| Естадіо Сентенаріо, Монтевідео Глядачів: 60,000 Арбітр: Паоло Боргосано (Венесуела) |

| 9 жовтня 1996 11:30 UTC−5 |

| Еквадор | 0–1 | Колумбія     |
| ------- | --- | ------------ |
|         |     | Аспрілья 72' |

| Олімпійський стадіон, Кіто Глядачів: 45,000 Арбітр: Орасіо Елісондо (Аргентина) |

| 9 жовтня 1996 20:00 UTC−4 |

| Венесуела                | 2–5 | Аргентина                                                    |
| ------------------------ | --- | ------------------------------------------------------------ |
| Саварезе 7' Дудамель 87' |     | Ортега 35' Сорін 65' Сімеоне 77' Моралес 86' Альборнос 90+1' |

| Естадіо Полідепортіво де Пуебло Нуево, Сан-Кристобаль Глядачів: 30,000 Арбітр: Едуардо Длузнєвський (Уругвай) |

| 9 жовтня 1996 21:10 UTC−3 |

| Парагвай                 | 2–1 | Чилі       |
| ------------------------ | --- | ---------- |
| Гамарра 24' Ріварола 63' |     | Маргас 22' |

| Дефенсорес дель Чако, Асунсьйон Глядачів: 45,000 Арбітр: Оскар Руїс (Колумбія) |

### Раунд 6
| 10 листопада 1996 15:00 UTC−4 |

| Болівія              | 2–2 | Колумбія                    |
| -------------------- | --- | --------------------------- |
| Санді 15' Морено 44' |     | Серна 40' (пен.) Рінкон 54' |

| Стадіон імені Ернандо Сілеса, Ла-Пас Глядачів: 43,173 Арбітр: Хосе Вільямонте (Перу) |

| 10 листопада 1996 15:30 UTC−5 |

| Перу                                      | 4–1 | Венесуела |
| ----------------------------------------- | --- | --------- |
| Рейносо 4' Жуліньйо 21' Паласіос 49', 83' |     | Діас 78'  |

| Національний стадіон, Ліма Глядачів: 31,036 Арбітр: Ренер Ортубе (Болівія) |

| 10 листопада 1996 18:00 UTC−3 |

| Парагвай    | 1–0 | Еквадор |
| ----------- | --- | ------- |
| Бенітес 24' |     |         |

| Дефенсорес дель Чако, Асунсьйон Глядачів: 31,002 Арбітр: Даніель Хіменес (Аргентина) |

| 12 листопада 1996 21:30 UTC−3 |

| Чилі      | 1–0 | Уругвай |
| --------- | --- | ------- |
| Салас 60' |     |         |

| Національний стадіон, Сантьяго Глядачів: 73,547 Арбітр: Анхель Гевара (Еквадор) |

### Раунд 7
| 15 грудня 1996 18:10 UTC−4 |

| Болівія | 0–0 | Парагвай |
| ------- | --- | -------- |
|         |     |          |

| Стадіон імені Ернандо Сілеса, Ла-Пас Глядачів: 41,076 Арбітр: Хосе Луїс Парра (Уругвай) |

| 15 грудня 1996 16:00 UTC−4 |

| Венесуела | 0–2 | Колумбія                   |
| --------- | --- | -------------------------- |
|           |     | Бермудес 7' Валенсьяно 50' |

| Естадіо Полідепортіво де Пуебло Нуево, Сан-Кристобаль Глядачів: 25,000 Арбітр: Едуардо Гамбоа (Чилі) |

| 15 грудня 1996 20:00 UTC−3 |

| Аргентина            | 1–1 | Чилі        |
| -------------------- | --- | ----------- |
| Батістута 76' (пен.) |     | Корнехо 52' |

| Монументаль, Буенос-Айрес Глядачів: 59,970 Арбітр: Убальдо Акіно (Парагвай) |

| 15 грудня 1996 21:10 UTC−3 |

| Уругвай                  | 2–0 | Перу |
| ------------------------ | --- | ---- |
| Монтеро 2' Бенгоечеа 38' |     |      |

| Естадіо Сентенаріо, Монтевідео Глядачів: 42,630 Арбітр: Феліпе Паес (Колумбія) |

### Раунд 8
| 12 січня 1997 11:30 UTC−4 |

| Венесуела | 0–2 | Парагвай              |
| --------- | --- | --------------------- |
|           |     | Бенітес 6' Енсісо 62' |

| Естадіо Гільєрмо Сото Роса, Мерида Глядачів: 7,981 Арбітр: Анхель Санчес (Аргентина) |

| 12 січня 1997 15:00 UTC−4 |

| Болівія                 | 2–0 | Еквадор |
| ----------------------- | --- | ------- |
| Морено 7' Етчеверрі 12' |     |         |

| Стадіон імені Ернандо Сілеса, Ла-Пас Глядачів: 39,968 Арбітр: Оскар Руїс (Колумбія) |

| 12 січня 1997 19:10 UTC−3 |

| Уругвай | 0–0 | Аргентина |
| ------- | --- | --------- |
|         |     |           |

| Естадіо Сентенаріо, Монтевідео Глядачів: 62,000 Арбітр: Марсіо Резенде де Фрейтас (Бразилія) |

| 12 січня 1997 20:00 UTC−5 |

| Перу                     | 2–1 | Чилі         |
| ------------------------ | --- | ------------ |
| Маестрі 15' Паласіос 34' |     | Саморано 88' |

| Національний стадіон, Ліма Глядачів: 35,373 Арбітр: Хосе Варела (Уругвай) |

### Раунд 9
| 11 лютого 1997 17:00 UTC−5 |

| Еквадор                               | 4–0 | Уругвай |
| ------------------------------------- | --- | ------- |
| Агінага 6' Дельгадо 68', 76' Чала 87' |     |         |

| Олімпійський стадіон, Кіто Глядачів: 18,000 Арбітр: Хав'єр Кастрільї (Аргентина) |

| 12 лютого 1997 18:00 UTC−3 |

| Болівія   | 1–1 | Чилі         |
| --------- | --- | ------------ |
| Сорія 28' |     | Гонсалес 44' |

| Стадіон імені Ернандо Сілеса, Ла-Пас Глядачів: 41,908 Арбітр: Альберто Техада Нор'єга (Перу) |

| 12 лютого 1997 17:00 UTC−5 |

| Колумбія | 0–1 | Аргентина |
| -------- | --- | --------- |
|          |     | Лопес 10' |

| Стадіон імені Роберто Мелендеса, Барранкілья Глядачів: 70,000 Арбітр: Антоніо Перейра (Бразилія) |

| 12 лютого 1997 21:10 UTC−3 |

| Парагвай               | 2–1 | Перу       |
| ---------------------- | --- | ---------- |
| Ріварола 12' Рохас 40' |     | Переда 33' |

| Дефенсорес дель Чако, Асунсьйон Глядачів: 32,000 Арбітр: Маріо Санчес Янтен (Чилі) |

### Раунд 10
| 2 квітня 1997 18:00 UTC−4 |

| Болівія                | 2–1 | Аргентина           |
| ---------------------- | --- | ------------------- |
| Санді 8' Очоаїспур 48' |     | Горосіто 41' (пен.) |

| Стадіон імені Ернандо Сілеса, Ла-Пас Глядачів: 44,372 Арбітр: Сідрак Маріньйо дос Сантос (Бразилія) |

| 2 квітня 1997 20:00 UTC−5 |

| Перу         | 1–1 | Еквадор            |
| ------------ | --- | ------------------ |
| Паласіос 58' |     | Агінага 78' (пен.) |

| Національний стадіон, Ліма Глядачів: 42,299 Арбітр: Джон Торо Рендон (Колумбія) |

| 2 квітня 1997 21:10 UTC−3 |

| Уругвай                                 | 3–1 | Венесуела     |
| --------------------------------------- | --- | ------------- |
| Де лос Сантос 29' Монтеро 46' Отеро 59' |     | Кастельїн 55' |

| Естадіо Сентенаріо, Монтевідео Глядачів: 37,000 Арбітр: Рене Ортубе (Болівія) |

| 2 квітня 1997 21:10 UTC−3 |

| Парагвай                  | 2–1 | Колумбія         |
| ------------------------- | --- | ---------------- |
| Галеано 30' (аг) Сото 82' |     | Серна 80' (пен.) |

| Дефенсорес дель Чако, Асунсьйон Глядачів: 37,297 Арбітр: Вілсон де Соуза Мендонса (Бразилія) |

### Раунд 11
| 29 квітня 1997 21:15 UTC−4 |

| Чилі                                      | 6–0 | Венесуела |
| ----------------------------------------- | --- | --------- |
| Саморано 19', 27', 32', 47', 85' Реєс 66' |     |           |

| Монументаль Давід Арельяно, Сантьяго Глядачів: 42,034 Арбітр: Хільберто Алькала (Мексика) |

| 30 квітня 1997 21:10 UTC−3 |

| Аргентина             | 2–1 | Еквадор     |
| --------------------- | --- | ----------- |
| Ортега 18' Креспо 30' |     | Агінага 73' |

| Монументаль, Буенос-Айрес Глядачів: 62,300 Арбітр: Фелікс Рамон Бенегас Кабальєро (Парагвай) |

| 30 квітня 1997 21:00 UTC−4 |

| Парагвай                              | 3–1 | Уругвай    |
| ------------------------------------- | --- | ---------- |
| Рохас 37' Кардосо 73' (пен.) Сото 83' |     | Сільва 87' |

| Дефенсорес дель Чако, Асунсьйон Глядачів: 34,101 Арбітр: Антоніо Перейра (Бразилія) |

| 30 квітня 1997 21:00 UTC−5 |

| Колумбія | 0–1 | Перу       |
| -------- | --- | ---------- |
|          |     | Переда 62' |

| Стадіон імені Роберто Мелендеса, Барранкілья Глядачів: 22,172 Арбітр: Марсіо Резенде де Фрейтас (Бразилія) |

### Раунд 12
| 8 червня 1997 11:30 UTC−5 |

| Еквадор      | 1–1 | Чилі      |
| ------------ | --- | --------- |
| Грасіані 43' |     | Салас 53' |

| Олімпійський стадіон, Кіто Глядачів: 42,225 Арбітр: Беніто Арчундія (Мексика) |

| 8 червня 1997 18:10 UTC−3 |

| Аргентина              | 2–0 | Перу |
| ---------------------- | --- | ---- |
| Креспо 44' Сімеоне 46' |     |      |

| Монументаль, Буенос-Айрес Глядачів: 56,069 Арбітр: Клаудіо Вінісіус Сердейра (Бразилія) |

| 8 червня 1997 15:30 UTC−3 |

| Уругвай   | 1–1 | Колумбія   |
| --------- | --- | ---------- |
| Сільва 6' |     | Рікард 47' |

| Естадіо Сентенаріо, Монтевідео Глядачів: 37,200 Арбітр: Франсіско Мурао Дасілдо (Бразилія) |

| 8 червня 1997 16:00 UTC−4 |

| Венесуела    | 1–1 | Болівія       |
| ------------ | --- | ------------- |
| Саварезе 70' |     | Кастільйо 80' |

| Естадіо Луїс Лорето Ліра, Валера Глядачів: 3,352 Арбітр: Марсіо Резенде де Фрейтас (Бразилія) |

### Раунд 13
| 5 липня 1997 20:30 UTC−4 |

| Чилі                                    | 4–1 | Колумбія   |
| --------------------------------------- | --- | ---------- |
| Салас 16', 26', 41' Саморано 90' (пен.) |     | Рікард 52' |

| Національний стадіон, Сантьяго Глядачів: 75,617 Арбітр: Паоло Боргосано (Венесуела) |

| 6 липня 1997 18:10 UTC−3 |

| Парагвай          | 1–2 | Аргентина              |
| ----------------- | --- | ---------------------- |
| Акунья 59' (пен.) |     | Гальярдо 30' Верон 41' |

| Дефенсорес дель Чако, Асунсьйон Глядачів: 30,000 Арбітр: Марсіо Резенде де Фрейтас (Бразилія) |

| 6 липня 1997 14:30 UTC−5 |

| Перу              | 2–1 | Болівія        |
| ----------------- | --- | -------------- |
| Карті 9' Сото 53' |     | Крістальдо 56' |

| Національний стадіон, Ліма Глядачів: 31,489 Арбітр: Вілсон де Соуза Мендонса (Бразилія) |

| 6 липня 1997 16:00 UTC−4 |

| Венесуела   | 1–1 | Еквадор    |
| ----------- | --- | ---------- |
| Міранда 75' |     | Уртадо 55' |

| Естадіо Хосе Паченчо Ромеро, Маракайбо Глядачів: 4,729 Арбітр: Артуро Анджелес (США) |

### Раунд 14
| 20 липня 1997 18:10 UTC−3 |

| Аргентина          | 2–0 | Венесуела |
| ------------------ | --- | --------- |
| Креспо 31' Пас 58' |     |           |

| Монументаль, Буенос-Айрес Глядачів: 48,000 Арбітр: Вілсон де Соуза Мендонса (Бразилія) |

| 20 липня 1997 15:00 UTC−4 |

| Болівія       | 1–0 | Уругвай |
| ------------- | --- | ------- |
| Етчеверрі 75' |     |         |

| Стадіон імені Ернандо Сілеса, Ла-Пас Глядачів: 27,874 Арбітр: Артуро Брісіо Картер (Мексика) |

| 20 липня 1997 15:30 UTC−5 |

| Колумбія     | 1–0 | Еквадор |
| ------------ | --- | ------- |
| Де Авіла 83' |     |         |

| Стадіон імені Роберто Мелендеса, Барранкілья Глядачів: 35,000 Арбітр: Марсіо Резенде де Фрейтас (Бразилія) |

| 20 липня 1997 20:30 UTC−4 |

| Чилі                    | 2–1 | Парагвай     |
| ----------------------- | --- | ------------ |
| Саморано 9' (пен.), 51' |     | Брісуела 61' |

| Національний стадіон, Сантьяго Глядачів: 75,143 Арбітр: Рафаель Торреальба (Венесуела) |

### Раунд 15
| 20 серпня 1997 20:00 UTC−3 |

| Уругвай   | 1–0 | Чилі |
| --------- | --- | ---- |
| Отеро 20' |     |      |

| Естадіо Сентенаріо, Монтевідео Глядачів: 45,000 Арбітр: Антоніо Перейра (Бразилія) |

| 20 серпня 1997 21:15 UTC−5 |

| Колумбія                                        | 3–0 | Болівія |
| ----------------------------------------------- | --- | ------- |
| Де Авіла 1' Вальдеррама 30' (пен.) Аспрілья 76' |     |         |

| Стадіон імені Роберто Мелендеса, Барранкілья Глядачів: 25,912 Арбітр: Клаудіо Вінісіус Сердейра (Бразилія) |

| 20 серпня 1997 11:30 UTC−5 |

| Еквадор                  | 2–1 | Парагвай |
| ------------------------ | --- | -------- |
| Агінага 53' Грасіані 72' |     | Баес 5'  |

| Олімпійський стадіон, Кіто Арбітр: Родріго Баділья (Коста-Рика) |

| 20 серпня 1997 18:00 UTC−4 |

| Венесуела | 0–3 | Перу                                 |
| --------- | --- | ------------------------------------ |
|           |     | Маренго 14' Жуліньйо 54' Маестрі 81' |

| Естадіо Ла Кароліна, Баринас Глядачів: 10,000 Арбітр: Пітер Прендергаст (Ямайка) |

### Раунд 16
| 10 вересня 1997 18:00 UTC−4 |

| Чилі      | 1–2 | Аргентина              |
| --------- | --- | ---------------------- |
| Салас 34' |     | Гальярдо 25' Лопес 86' |

| Національний стадіон, Сантьяго Глядачів: 73,644 Арбітр: Франсіско Муран Дасілдо (Бразилія) |

| 10 вересня 1997 20:10 UTC−5 |

| Перу                   | 2–1 | Уругвай    |
| ---------------------- | --- | ---------- |
| Паласіос 57' Карті 60' |     | Рекоба 43' |

| Національний стадіон, Ліма Глядачів: 34,721 Арбітр: Есфандіар Бахармаст (США) |

| 10 вересня 1997 21:15 UTC−5 |

| Колумбія    | 1–0 | Венесуела |
| ----------- | --- | --------- |
| Кабрера 68' |     |           |

| Стадіон імені Роберто Мелендеса, Барранкілья Глядачів: 35,000 Арбітр: Карлос Піментел (Бразилія) |

| 10 вересня 1997 21:10 UTC−3 |

| Парагвай                | 2–1 | Болівія    |
| ----------------------- | --- | ---------- |
| Бенітес 26' Гамарра 37' |     | Суарес 58' |

| Дефенсорес дель Чако, Асунсьйон Глядачів: 40,341 Арбітр: Беніто Арчундія (Мексика) |

### Раунд 17
| 12 жовтня 1997 18:15 UTC−3 |

| Аргентина | 0–0 | Уругвай |
| --------- | --- | ------- |
|           |     |         |

| Монументаль, Буенос-Айрес Глядачів: 52,000 Арбітр: Клаудіо Вінісіус Сердейра (Бразилія) |

| 12 жовтня 1997 21:15 UTC−3 |

| Чилі                         | 4–0 | Перу |
| ---------------------------- | --- | ---- |
| Салас 13', 82', 88' Реєс 58' |     |      |

| Національний стадіон, Сантьяго Глядачів: 74,219 Арбітр: Марсіо Резенде де Фрейтас (Бразилія) |

| 12 жовтня 1997 19:10 UTC−3 |

| Парагвай   | 1–0 | Венесуела |
| ---------- | --- | --------- |
| Торрес 68' |     |           |

| Дефенсорес дель Чако, Асунсьйон Глядачів: 35,000 Арбітр: Есфандіар Багармаст (США) |

| 12 жовтня 1997 16:00 UTC−5 |

| Еквадор      | 1–0 | Болівія |
| ------------ | --- | ------- |
| Грасіані 27' |     |         |

| Естадіо Монументаль Ісідро Ромеро Карбо, Гуаякіль Глядачів: 14,568 Арбітр: Артуро Брісіо Картер (Мексика) |

### Раунд 18
| 16 листопада 1997 19:30 UTC−3 |

| Аргентина   | 1–1 | Колумбія        |
| ----------- | --- | --------------- |
| Касерес 69' |     | Вальдеррама 10' |

| Естадіо Ла Бомбонера, Буенос-Айрес Глядачів: 40,000 Арбітр: Марсіо Резенде де Фрейтас (Бразилія) |

| 16 листопада 1997 17:00 UTC−3 |

| Уругвай                                     | 5–3 | Еквадор               |
| ------------------------------------------- | --- | --------------------- |
| Саралегі 3', 12' Абреу 48', 52' Агілера 63' |     | Грасіані 2', 59', 68' |

| Домінго Бургеньйо, Мальдонадо Глядачів: 4,000 Арбітр: Антоніо Марруфо Мендоса (Мексика) |

| 16 листопада 1997 15:00 UTC−5 |

| Перу     | 1–0 | Парагвай |
| -------- | --- | -------- |
| Сото 37' |     |          |

| Національний стадіон, Ліма Глядачів: 30,000 Арбітр: Франсіско Муран Дасілдо (Бразилія) |

| 16 листопада 1997 17:00 UTC−3 |

| Чилі                                | 3–0 | Болівія |
| ----------------------------------- | --- | ------- |
| Баррера 23' Салас 40' Карреньйо 84' |     |         |

| Національний стадіон, Сантьяго Глядачів: 74,777 Арбітр: Вілсон де Соуза Мендонса (Бразилія) |

## Учасники
До фінальної частини чемпіонату світу вийшли п'ять представників КОНМЕБОЛ.
| Команда   | Кваліфікувалась як | Дата кваліфікації | Попередні участі у чемпіонатах світу1                                                               |
| --------- | ------------------ | ----------------- | --------------------------------------------------------------------------------------------------- |
| Бразилія  | Чинні чемпіони     | 17 липня 1994     | 15 (усі) (1930, 1934, 1938, 1950, 1954, 1958, 1962, 1966, 1970, 1974, 1978, 1982, 1986, 1990, 1994) |
| Аргентина | Переможці відбору  | 10 вересня 1997   | 11 (1930, 1934, 1958, 1962, 1966, 1974, 1978, 1982, 1986, 1990, 1994)                               |
| Парагвай  | Друге місце        | 10 вересня 1997   | 4 (1930, 1950, 1958, 1986)                                                                          |
| Колумбія  | Третє місце        | 10 вересня 1997   | 3 (1962, 1990, 1994)                                                                                |
| Чилі      | Четверте місце     | 16 листопада 1997 | 6 (1930, 1950, 1962, 1966, 1974, 1982)                                                              |

1 Жирним виділені переможці. Курсивом виділені господарі турніру.

## Бомбардири
Загалом у 72 іграх відбору було забито 184 голи, у середньому 2,56 голи за матч.
12 голів
- Іван Саморано

11 голів
- Марсело Салас

7 голів
- Фаустіно Аспрілья

6 голів
- Алекс Агінага
- Аріель Грасіані
- Роберто Паласіос

4 голи
- Аріель Ортега

3 голи
- Габрієль Батістута
- Ернан Креспо
- Марко Етчеверрі
- Марко Санді
- Антоні де Авіла
- Карлос Вальдеррама
- Едуардо Уртадо
- Мігель Анхель Бенітес
- Арістідес Рохас
- Марсело Отеро

2 голи
- Марсело Гальярдо
- Клаудіо Лопес
- Дієго Сімеоне
- Хуліо Сесар Бальдів'єсо
- Хайме Морено
- Берті Суарес
- Хав'єр Маргас
- Педро Реєс
- Хорхе Бермудес
- Гамільтон Рікард
- Маурісіо Серна
- Агустін Дельгадо
- Карлос Гамарра
- Дерліс Сото
- Каталіно Ріварола
- Херман Карті
- Хуан Рейносо
- Жуліньйо
- Флавіо Маестрі
- Хосе Переда
- Хорхе Сото
- Себастьян Абреу
- Паоло Монтеро
- Марсело Саралегі
- Даріо Сільва
- Джованні Саварезе

1 гол
- Хосе Альборнос
- Фернандо Касерес
- Нестор Горосіто
- Уго Моралес
- Пабло Пас
- Хуан Пабло Сорін
- Хуан Себастьян Верон
- Раміро Кастільйо
- Мільтон Коїмбра
- Луїс Крістальдо
- Фернандо Очоаїспур
- Ролі Паніагуа
- Владімір Сорія
- Родріго Баррера
- Хуан Карреньйо Лопес
- Фернандо Корнехо
- Фабіан Естай
- Педро Гонсалес Вера
- Віктор Арістісабаль
- Вільмер Кабрера
- Фредді Рінкон
- Іван Валенсьяно
- Клебер Чала
- Хосе Гавіка
- Іван Уртадо
- Альберто Монтаньйо
- Максімо Теноріо
- Роберто Акунья
- Франсіско Арсе
- Річард Баес
- Уго Брісуела
- Хосе Сатурніно Кардосо
- Хосе Луїс Чилаверт
- Хуліо Сесар Енсісо
- Фелікс Рікардо Торрес
- Мануель Маренго
- Карлос Агілера
- Пабло Бенгоечеа
- Габріель Седрес
- Ебер Моас
- Густаво Поєт
- Альваро Рекоба
- Гонсало де лос Сантос
- Рафаель Кастельїн
- Герсон Діас
- Рафаель Дудамель
- Діоні Герра
- Габріель Міранда
- Едсон Тортолеро

1 автогол
- Уго Галеано (у грі проти Парагваю)